# الأكاديمية الصربية للعلوم والفنون

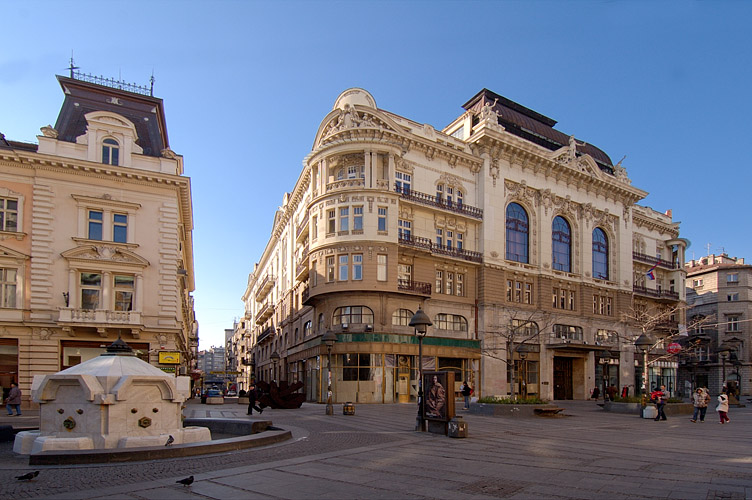
الأكاديمية الصربية للعلوم والفنون في بلغراد.

الأكاديمية الصربية للعلوم والفنون (بالصربية:Српска академија наука и уметности / Srpska akademija nauka i umetnosti) هي المؤسسة العلمية والتعليمية العليا في جمهورية صربيا. أنشئت في عام 1886 باسم أكاديمية العلوم الصربية الملكية ثم تم تغيير اسمها في عام 1947 إلى الأكاديمية الصربية للعلوم. ومنذ عام 1960 تحمل الاسم التي تسمى به الآن.

## النشأة
تم إنشاء الأكاديمية في الأول من نوفمبر عام 1886 بموجب المرسوم التشريعي الذي يترك للملك حق اختيار الأعضاء المؤسسين. ويقوم هؤلاء الأعضاء باختيار باقي الأعضاء. وعين الملك أول 16 عضوا للأقسام الأربعة بالأكاديمية في الخامس من شهر أبريل عام 1887.
وتحولت الأكاديمية الصربية الملكية في 30 يونيو عام 1947 إلى الأكاديمية الصربية للعلوم بسبب إلغاء النظام الملكي، وأصبحت تتكون من 6 أقسام، ثم من 8 أقسام في عام 1998.
الأقسام الأربعة هي:
- قسم العلوم الطبيعية
- قسم العلوم الاجتماعية
- قسم الفلسفة
- قسم الفنون

## أعضاء الأكاديمية
يتم اختيار أعضاء الأكاديمية كل ثلاث سنوات.

## الأقسام
تتكون الأكاديمية الصربية للعلوم والفنون اليوم من 8 أقسام وهي:
- قسم العلوم الهندسية
- قسم العلوم الطبية
- قسم الرياضيات وعلوم الفيزياء والعلوم الجيولوجية
- قسم الكيمياء وعلم الأحياء
- قسم فقه اللغة
- قسم الفنون التشكيلية والعلوم الموسيقية
- قسم العلوم الاجتماعية
- قسم علوم التاريخ

## وصلات خارجية
- الموقع الرسمي للأكاديمية (بالصربية، والإنجليزية، والفرنسية)